# Tteok
Tteok (ttŏk, 떡) is de naam van een uit de Koreaanse keuken afkomstige gestoomde rijstcake. Vaak worden de cakes gemaakt van rijstmeel, maar ook gewone rijst kan soms gebruikt worden. Er bestaande honderden soorten tteok, soms als opzichzelfstaand gerecht of snack, soms als ingrediënt. Tteok wordt gezien als een feestelijk voedsel en wordt dan ook veel gegeten tijdens verjaardagen en bruiloften. Op de eerste dag van het nieuwe jaar, seollal, wordt traditioneel tteok guk gegeten, een soep bereid met tteok.

## Varianten
Standaard is tteok wit van kleur, net als rijst, maar door het toevoegen van extra ingrediënten is tteok in allerlei kleuren beschikbaar. Bijvoorbeeld door de toevoeging van wijde alsem (ssuk) krijgt de rijstcake een groene kleur. Meestal worden verse of gedroogde alsembladeren (ssuk) vermalen tot poeder, een kenmerkend ingrediënt in verschillende soorten tteok, zoals ssuk tteok, ssuk-jeolpyeon (쑥절편), ssuk-beomuri en hwajeon 화전.

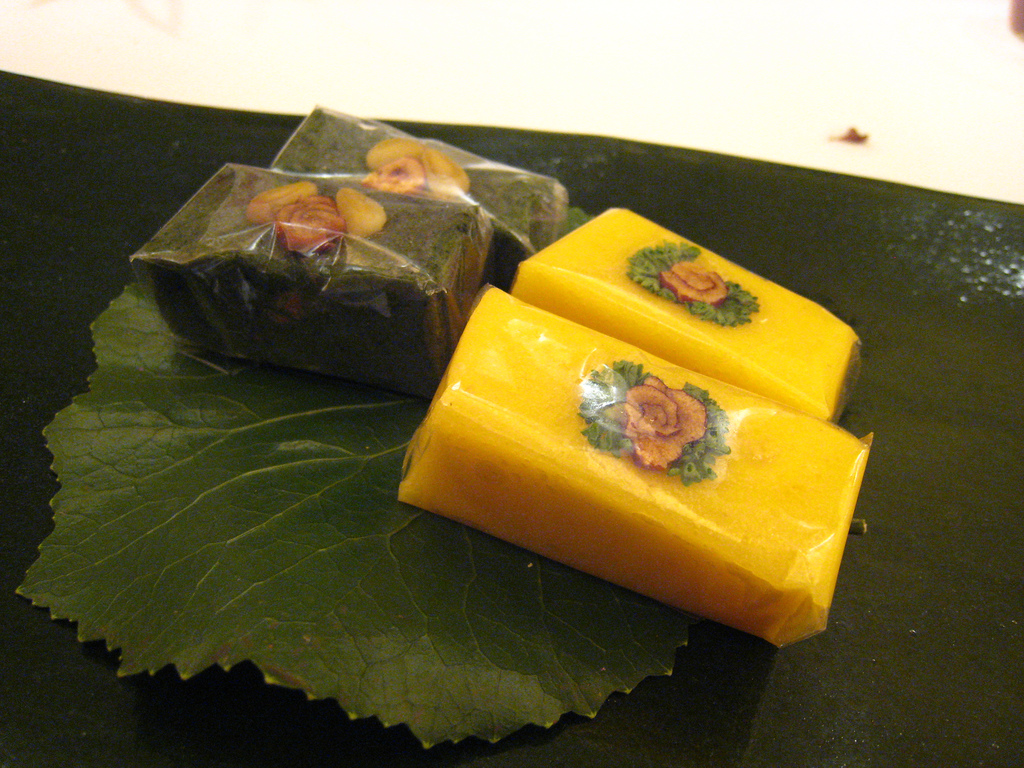
Tteok
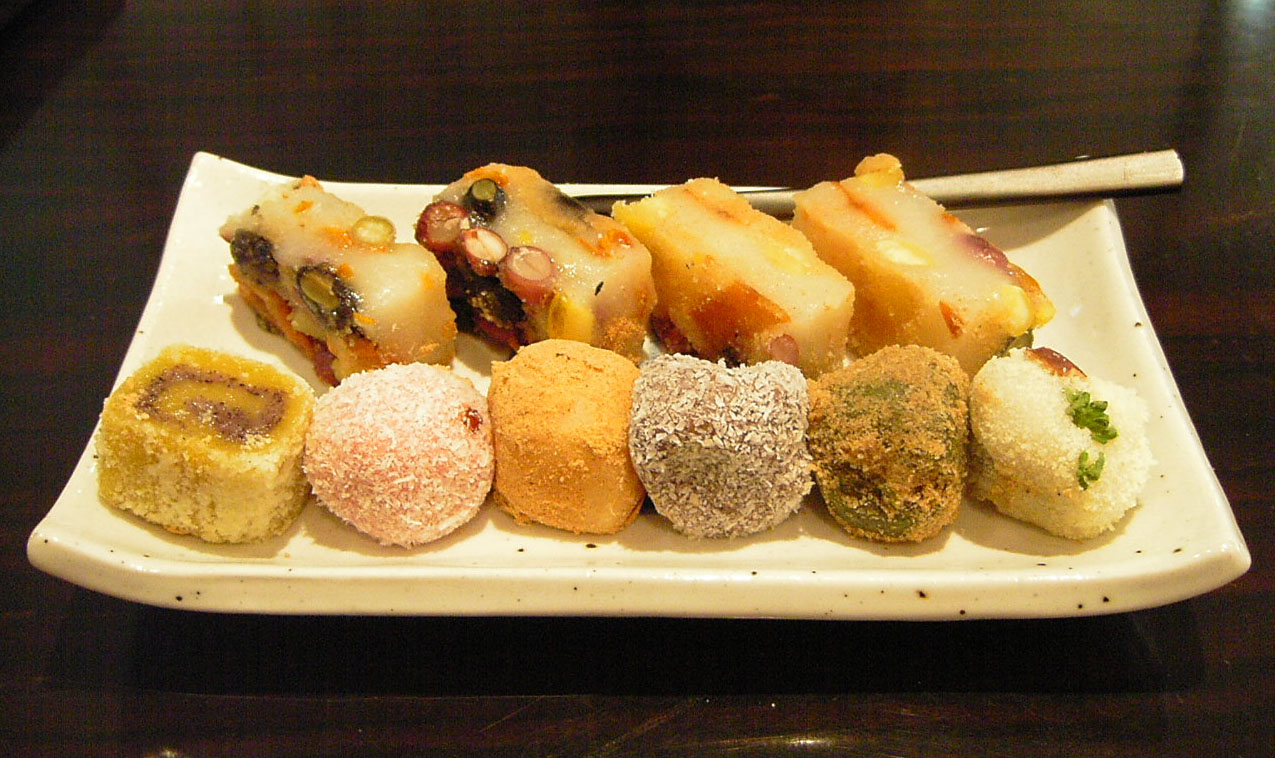
Verschillende soorten tteok
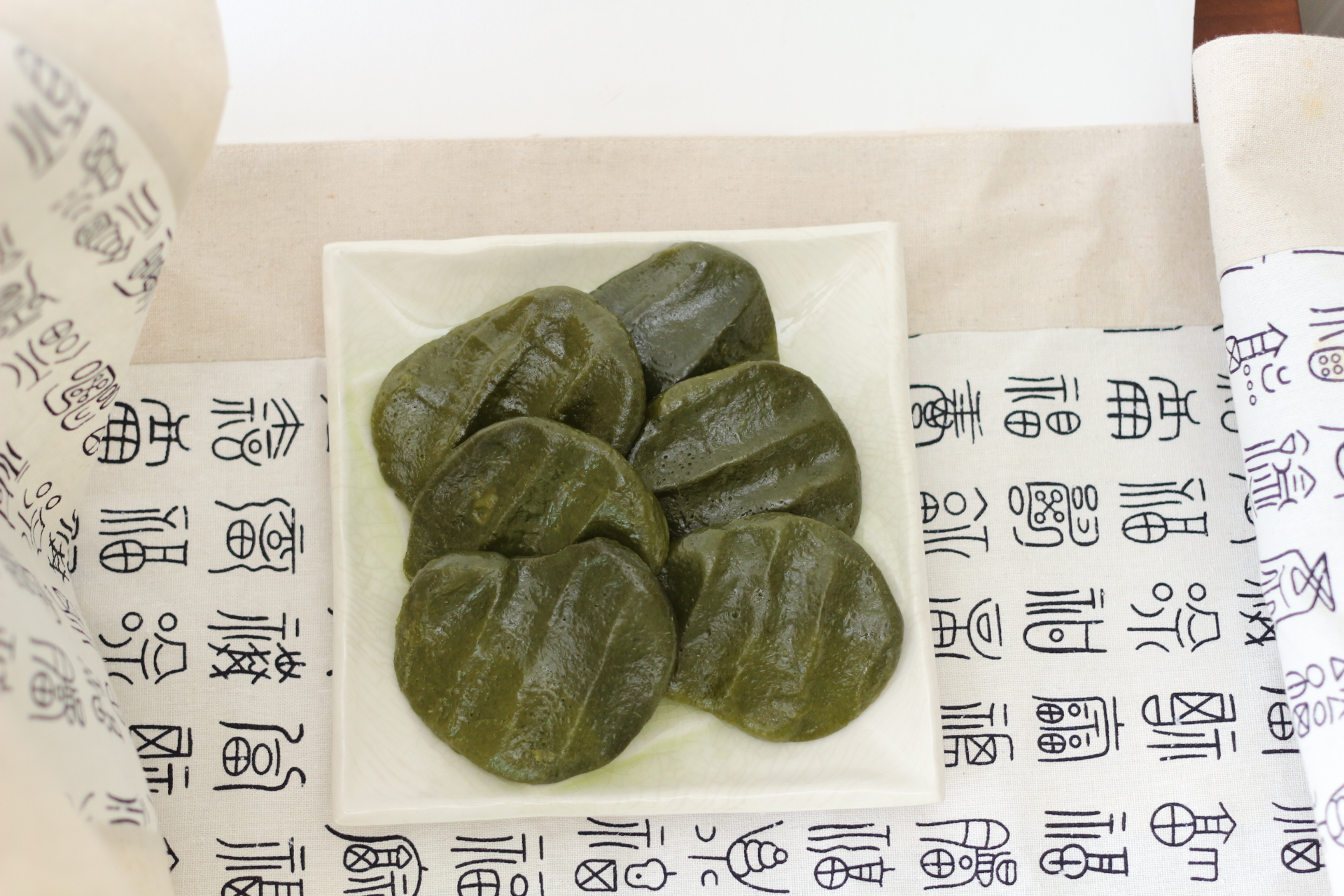
Ssuk tteok, rijstcake met een groene kleur door de toevoeging van het kruid wijde alsem (ssuk)

### Vergelijkbaar voedsel in andere landen
- Mochi, Japanse kleefrijstcake
- Dango, Japanse kleefrijstcake
- Lo mai chi, Chinese kleefrijstcake
- Bánh giầy
- Jian dui
- Sapin sapin